# Ceratozamia microstrobila
Ceratozamia microstrobila — вид голонасінних рослин класу саговникоподібні (Cycadopsida).
Етимологія: з грецької micros — «невелика», strobilus — «шишка».

## Опис
Стовбур, частково під землею, довжиною 25 см і діаметром 10 см. Листків від 2 до 4 на рослині, вони довжиною 70 см; черешок повстяний. Кожен листок складається з 20–30 ланцетних фрагментів, 15–18 см завдовжки. Чоловічі шишки коричневого кольору, довжиною 17 см і 2,3 см в діаметрі. Жіночі шишки коричнево-сірого кольору, довжиною 6 см і мають діаметр 4,4 см. Насіння яйцеподібне, довжиною 18–19 мм, вкрите білою шкіркою, яка стає коричневою, коли досягає зрілості. Диплоїдний набір — 8 пар хромосом.

## Поширення, екологія
Країни поширення: Мексика (Сан-Луїс-Потосі, Тамауліпас). Рослини зустрічаються на висоті близько 850 м в перехідних рідколіссях між змішаними листяними хмарними лісами і дубовими лісами на вапняку.

## Використання
Вирощується як декоративна.

## Загрози та охорона
Цей вид потерпає через знищення середовища проживання в результаті очищення для сільськогосподарських цілей.